# 苏维埃茨克 (加里宁格勒州)
苏维埃茨克（羅馬化：Sovetsk）舊稱蒂尔西特，是位于俄罗斯加里宁格勒州尼曼河畔的城镇，人口43,224人（2002年）。拿破崙戰爭期間著名的蒂尔西特和约即在此簽訂。

## 歷史

### 早期历史
该地区的定居點最初由条顿骑士团建立，名为蒂尔西特的贸易中心于15世纪末发展起来。在1552年從普魯士公爵阿尔布雷希特獲得其城市权。七年战争期间的1758年至1762年该市被俄罗斯军队占领。此後被歸還給普魯士。
蒂尔西特在拿破崙戰爭期間聞名，第四次反法同盟戰爭中反法聯軍慘敗，1807年，法国、俄罗斯和普鲁士于此签订了蒂尔西特和约。直到1914年，这座城市的经济一直在发展，没有受到军事冲突的干扰。中世纪时，河流为这座城市提供了水源和時候，此後这里就成为木材工业的重要基地。這裏也是重要的畜牧業基地，蒂尔西特奶酪（Tilsiter）享誉世界。

### 第一次世界大战
第一次世界大战开始时，当有报道称俄罗斯军队抵达时，蒂尔西特的许多人逃往柯尼斯堡和柏林。市长埃尔多·波尔迫使市议员和市议员留下来。 8月20日，所有身体健全的男子都被驳船带到柯尼斯堡，以避免被俄罗斯俘虜。普鲁士军队的先锋突击队原本计划炸毁路易丝皇后大桥。波尔通过与第1集团军司令部的电话交谈避免了爆破。所有军事人员都离开了这座城市。 1914年8月25日，一支哥萨克巡逻队在街上与市长及其代表进行谈判。第二天，俄罗斯步兵和几个中队的哥萨克人带着他们的随从搬进来，在空荡荡的龙骑兵营里住了下来。这些士兵属于陶罗根边防部队，了解这座城镇。波尔和市议员特施纳每天都必须向市指挥官博格达诺中校汇报。市警察被允许继续运作。这座城市完全封闭，直到俄罗斯人撤退后才知道坦能堡战役的发生。 8月30日，冯·霍尔姆森中将率领的俄第43步兵师进入蒂尔西特。该市被勒令缴40,000马克的捐款。11名城市代表将被带到沙皇帝国作为人质。但是酒商保罗·莱施（Paul Lesch）建议将这座城市分为12个区，每个人质都应对其人质和资产负责。尼古拉·尼古拉耶维奇大公和保罗·冯·伦坎普夫将军表示同意。1914年秋德国在东普鲁士全面反击，9月12日，普鲁士军队从柯尼斯堡和梅梅尔进军，俘虏了全部6,000名俄罗斯人。

### 第二次世界大战
1941年6月22日至23日和1942年6月，蒂尔西特遭到苏联远程航空兵的袭击。 20日/21日夜间，该市遭受了第二次世界大战期间苏联的第一次猛烈轰炸。1944年夏季，蘇軍在白俄羅斯擊潰德國中央集團軍，兵鋒直至東普魯士。蒂尔西特的疏散工作于7月开始，最初是带着孩子的妇女，後則為老人和壯年。
1944年10月，前线抵達梅梅尔河。蒂尔西特被宣布为前线城镇，其余平民大部分被驱逐。该有轨电车自1900年以来一直运营，直到44年停運。经过猛烈炮轰，砲彈摧毁了该市80%的面积，红军于1945年1月20日征服了蒂尔西特。随后苏联佔領了整個东普鲁士。1945年8月的《波茨坦协定》确定了德国前东部领土的割讓，但有待后来“和平解决中领土问题的最终确定”。

### 战后和现代
自1946年後為紀念蘇維埃而改名苏维埃茨克（翻译为德語則為Rätestadt）。东普鲁士东北部和苏维埃茨克成為了俄罗斯苏维埃联邦社会主义共和国的加里宁格勒州，出于军事原因一直不允許外國人進入。到了1947年，由于德国人被驱逐出中欧和东欧，蒂尔西特的全部人口主要被来自俄罗斯中部和今天伏尔加河联邦区地区的俄罗斯人以及白俄罗斯人取代。
苏联解体后，加里宁格勒州成为波兰和立陶宛之间的俄罗斯飞地，苏维埃茨克緊鄰梅梅尔，成為俄罗斯和立陶宛边境上的边境城镇。与此同时，加里宁格勒州的封锁解除，使外国游客可以进入苏维埃茨克。

## 人口
依年份排序。
- 1880: 21,400
- 1900: 34,539
- 1910: 39,013
- 1925: 50,834
- 1933: 57,286
- 1939: 59,105
- 1946: 6,500
- 2002: 41,000
- 2004: 43,300

## 友好城市
- 波蘭瓦爾米亞地區利茲巴克
- 波蘭貝烏哈圖夫
- 波蘭伊瓦瓦
- 立陶宛陶拉格
- 立陶宛帕蓋吉艾
- 立陶宛希拉萊
- 德国基尔
- 瑞士阿姆利孔-比瑟格
- 斯洛伐克瓦赫河畔比斯特里察

1. ↑  俄羅斯聯邦國家統計局.  [2010 All-Russian Population Census, vol. 1]. Всероссийская перепись населения 2010 года [2010 All-Russia Population Census]. 俄羅斯聯邦國家統計局. 2011 （俄语）.
2. 1 2 3  Resolution #639
3. 1 2 3  Law #376
4. ↑  . Официальный интернет-портал правовой информации. 2011-06-03  [2019-01-19] （俄语）.
5. ↑  Почта России. Информационно-вычислительный центр ОАСУ РПО. (Russian Post). Поиск объектов почтовой связи (Postal Objects Search) （俄文）